# Nationaler Allokationsplan
Der nationale Allokationsplan (kurz NAP, auch nationaler Zuteilungsplan) war eine im Rahmen des EU-Emissionshandels von jedem Mitgliedstaat zu erstellende Übersicht zur nationalen Verteilung von Emissionszertifikaten. Nach Art. 9 und Art. 11 der Emissiosnhandelsrichtlinie (EHRL) sollten die Mitgliedstaaten für den am 1. Januar 2005 beginnenden Dreijahreszeitraum sowie den am 1. Januar 2008 beginnenden Fünfjahreszeitraum und jeden folgenden Fünfjahreszeitraum einen nationalen Plan aufstellen, aus dem hervorgehen musste, wie viele Zertifikate sie insgesamt für diesen Zeitraum zuzuteilen beabsichtigen und wie sie die Zertifikate zuzuteilen gedenken.
Durch die Beschränkung der nationalen Mengenkontingente für Emissionsberechtigungen sollte das Ziel des Kyoto-Protokolls, nämlich die gemeinsamen Emissionen von Treibhausgasen im Zeitraum 2008–2012 gegenüber dem Stand von 1990 um 8 % zu senken, wirtschaftlich verträglich erreicht werden.
Im Jahr 2013 wurde ein EU-weites Gesamtbudget (Cap) eingeführt. Für die Zuteilung der Zertifikate durch Versteigerung gilt seitdem EU-weit einheitlich die EU-Auktionsverordnung. Die kostenlose Zuteilung von Emissionszertifikaten im Sinne von Kapitel III (ortsfeste Anlagen) der EHRL in den Zuteilungszeiträumen ab 2021 regelt die EU-Zuteilungsverordnung. Die aufgrund Art. 14 der EU-ZuVO erstellte NIMs-Liste (NIMs = National Implementation Measures) enthält die vorläufigen Zuteilungsmengen der stationären Bestandsanlagen in Deutschland für den Zuteilungszeitraum 2021 bis 2025. Die in der nationalen Zuteilungstabelle (NAT) ausgewiesenen Zuteilungsmengen spiegeln die endgültigen Zuteilungsmengen wider, wie sie von der Europäischen Kommission gebilligt wurden.

## Überblick

### Europäische Union
Die nationalen Allokationspläne bestehen aus zwei Komponenten:
- Der Makroplan legt fest, wie viele Emissionszertifikate an die Anlagen in einem Land insgesamt ausgegeben werden sollen. Er legt dar, wie viel der im Kyoto-Protokoll festgelegten Einsparung durch den ETS-Sektor (Stromerzeugung, Raffinerien, Stahlerzeugung etc.) und wie viel durch den nicht-ETS-Sektor (Haushalte, andere Gewerbe, Transport, Landwirtschaft etc.) erreicht werden sollen. Er wird von der Europäischen Kommission auf die Erreichbarkeit der Kyoto-Ziele hin überprüft. Deutschland etwa hatte für die Phase II 482 Mio. Zertifikate jährlich beantragt, die Kommission hat dies aber auf 453 Millionen Stück gekürzt.[5]

- Im Mikroplan wird die Verteilung der Zertifikate auf die einzelnen Anlagen festgelegt. Alle Staaten verfahren bisher in erster Linie nach dem Prinzip des Grandfathering. Demnach erhalten die Anlagen kostenlose Zertifikate gemäß ihren bisherigen Emissionen.

Viele Mitgliedstaaten stimmten Makro- und Mikroplan mittels branchenspezifischer Erfüllungsfaktoren aufeinander ab. Lag die Summe der gemäß dem Mikroplan zuzuteilenden Emissionen über dem Zielwert des Makroplans, wurden die einzelnen Zuteilungen durch Multiplikation mit dem Erfüllungsfaktor einheitlich vermindert. Waren z. B. für eine Branche 5 Millionen Emissionszertifikate vorgesehen, aber 5,5 Millionen hätten gemäß den Anträgen der Anlagenbetreiber zugeteilt werden müssen, so wurde über den Erfüllungsfaktor 0,909 die Zahl der auszugebenden Emissionszertifikate auf 5 Millionen gleichmäßig reduziert (5,5 × 0,909 = 5,0).
Ein geringer Teil der Zertifikate wird in einigen Ländern auch versteigert. Außerdem haben viele NAPs Sonderregelungen, um Firmen zu belohnen, die bereits vor Einführung des Emissionshandels emissionsmindernde Maßnahmen gesetzt haben (Early action). Weitere Ausnahmen gibt es in Deutschland etwa für Kraft-Wärme-Kopplung und die Abschaltung von Atomkraftwerken. Die deutschen Industriebetriebe erhielten ihre Anfangsausstattung in Phase II komplett kostenfrei, die Stromerzeuger allerdings nur zu 91,2 Prozent. Die verbleibenden 8,8 Prozent wurden von der staatlichen KfW Bankengruppe über die Börse verkauft. Dadurch wurden monatlich etwa 80 Millionen Euro erzielt. Auch der Mikroplan wird von der Kommission geprüft, besonders bezüglich der Gleichbehandlung von in- und ausländischen Unternehmen und der Einhaltung des EU-Wettbewerbsrecht.
Ökonomisch gesprochen ist mit den Emissionszertifikaten ein neues knappes Gut auf dem Markt eingeführt worden, das als Produktionsfaktor bei der Herstellung von Produkten eingesetzt oder am Markt weiterverkauft werden kann. Werden die Zertifikate zur Herstellung von Produkten verwendet, wird der Hersteller ihre Marktpreise in der Regel bei der Kalkulation als Opportunitätskosten berücksichtigen. Auch wenn das Klimaschutzziel schon allein durch die Deckelung der Emissionen erreicht wird, ist eine Einpreisung aus der systematischen Sicht des Emissionsrechtehandels insofern wünschenswert, als die dadurch entstehenden Knappheitssignale an den Verbraucher die Lenkungswirkung im Sinne einer effizienten Durchführung des Emissionshandels verstärken. Inwieweit ein Hersteller emissionshandelsbedingte Kosten tatsächlich an den Kunden weitergeben kann, hängt von der jeweiligen Marktsituation ab. Bei Einführung des EU-Emissionshandels 2005 stieg der Strompreis in nur zwölf Monaten um 22 Euro/MWh. Gleichzeitig konnte man eine sehr hohe Korrelation zwischen dem Zertifikatspreis und dem Strompreis registrieren. Da große Teile der Emissionszertifikate kostenlos zugeteilt wurden, brachte diese Preisentwicklung den deutschen Stromerzeugern 2005 laut einer Schätzung des Verbands der Industriellen Energie- und Kraftwirtschaft so genannte Marktlagengewinne (windfall profits) in Höhe von fünf Mrd. Euro. Empirischen Beobachtungen zufolge variierte der Anteil der Opportunitätskosten, der in Phase I an den Verbraucher weitergereicht wurde, je nach Staat, Marktstruktur, Nachfrageelastizität und Preislage zwischen 60 und 100 %.
Während in der ersten und zweiten Phase die Emissionszertifikate großteils gratis verteilt wurden, wurden mit Beginn der dritten Handelsperiode diese verstärkt durch Versteigerung vergeben. 2013 betrug der Anteil der auktionierten Zertifikate 20 Prozent (vorher bis zu zehn Prozent). In den folgenden Jahren steigt der Anteil voraussichtlich (abhängig von der Entwicklung der 'Carbon-Leakage-Liste') bis auf 70 Prozent im Jahr 2020 und schließlich auf 100 Prozent (2027). Laut ursprünglichem Kommissionsvorschlag sollten bereits 2020 sämtliche Emissionszertifikate versteigert werden. Der Rat der EU setzte sich jedoch schließlich mit dem weniger ambitionierten Ziel durch. Die Stromproduzenten müssen bereits seit 2013 alle benötigten Zertifikate bezahlen, ausgenommen davon sind – vor allem osteuropäische – Mitgliedstaaten, deren Kraftwerke einen vergleichsweise hohen Kohleanteil aufweisen. Die Betreiber dieser Kraftwerke erhielten zu Beginn noch bis zu 70 Prozent der Zertifikate gratis, müssen diese jedoch spätestens 2020 ebenfalls zur Gänze ersteigern.
Darüber hinaus kam es zu einer Neuregelung der Vergabe von Gratiszertifikaten. Jene Zertifikate, die weiterhin kostenfrei bleiben, werden nicht mehr nach dem Grandfathering (die Orientierung an historischen Emissionen der Anlage) vergeben, sondern nach dem Prinzip der besten verfügbaren Technologie (best available technology, BAT, Orientierung am technischen Standard der Anlagenklasse als Benchmark). Einem Stahlwerk etwa werden nicht mehr danach Zertifikate zugeteilt, wie viel CO2 es bisher ausgestoßen hat, sondern gemessen an dem Maßstab, wie hoch der Ausstoß eines modernen und effizienten Stahlwerks der gleichen Größenordnung ist. Ausgangspunkt für die Festlegung der Benchmarks ist die Durchschnittsleistung der zehn Prozent effizientesten Anlagen eines Sektors bzw. Teilsektors in der Gemeinschaft in den Jahren 2007 und 2008. Die Benchmarks werden dann für die einzelnen Produkte ermittelt und berücksichtigen die „effizientesten Techniken, Ersatzstoffe, alternative Herstellungsprozesse, hocheffiziente Kraft-Wärme-Kopplung, effiziente energetische Verwertung von Restgasen, die Verwendung von Biomasse sowie die Abscheidung und Speicherung von CO2, sofern entsprechende Anlagen zur Verfügung stehen.“ Jene energieintensiven Betriebe, die zu den umweltfreundlichsten zehn Prozent ihrer Branche in Europa zählen, werden mit Gratisemissionszertifikaten belohnt.
95 % der Industrieemissionen erhielten kostenlose Zuteilungen [Stand 2013], da in diesen Branchen die Produktionskosten durch eine (theoretische) CO2-Abgabe von 30 Euro/Zertifikat um mehr als fünf Prozent steigen würden und sie ihre Umsätze zu mehr als zehn Prozent im Export außerhalb der EU erlösen oder sofern eines dieser beiden Kriterien 30 Prozent beträgt.
Dadurch sollen Wettbewerbsnachteile gegenüber Mitbewerbern verhindert werden, die in Staaten operieren, die sich nicht am globalen Klimaschutz beteiligen. Welche Sektoren in Zukunft von diesem sogenannten „Carbon Leakage“ profitieren, wird seit 2009 von der EU-Kommission bestimmt und alle fünf Jahre neu festgelegt.

### Eckdaten zu ausgewählten Mitgliedstaaten
| Land                   | Handelsperiode | Datum der Veröffentlichung | Zuteilungsmenge pro Jahr (Millionen Tonnen) | Reserve (%) | Anzahl der vom EU-Emissionshandel betroffenen Anlagen | Zuteilung der Emissionszertifikate         |
| ---------------------- | -------------- | -------------------------- | ------------------------------------------- | ----------- | ----------------------------------------------------- | ------------------------------------------ |
| Dänemark               | 2005–2007      | 31. März 2004              | 33,5                                        | 3           | 380                                                   | 95 % Gratis-Zuteilung; 5 % per Auktion     |
| Dänemark               | 2008–2012      | .                          | .                                           | .           | .                                                     | .                                          |
| Deutschland            | 2005–2007      | 31. März 2004              | 499                                         | 0,6         | 1.849                                                 | 100 % Gratis-Zuteilung                     |
| Deutschland            | 2008–2012      | 13. Februar 2007           | 456,1                                       | 5,9         | 1.850                                                 | 100 % Gratis-Zuteilung                     |
| Vereinigtes Königreich | 2005–2007      | .                          | 245,4                                       | 6,3         | 674                                                   | .                                          |
| Vereinigtes Königreich | 2008–2012      | 21. August 2006            | 246,2                                       | 7           | 1.172                                                 | 93 % Gratis-Zuteilung; 7 % per Auktion     |
| Italien                | 2005–2007      | .                          | 223,1                                       | 0           | 1240                                                  | 100 % Gratis-Zuteilung                     |
| Italien                | 2008–2012      | 18. Dezember 2006          | 209                                         | 8,7         | .                                                     | .                                          |
| Österreich             | 2005–2007      | 31. März 2004              | 33                                          | 1           | 205                                                   | 100 % Gratis-Zuteilung                     |
| Österreich             | 2008–2012      | 29. Juni 2007              | 30,7                                        | 1           | .                                                     | 98,7 % Gratis-Zuteilung; 1,3 % per Auktion |

## Deutschland

### Nationaler Allokationsplan 2005–2007
Der erste Nationale Allokationsplan für die Bundesrepublik Deutschland für die erste Handelsperiode von 2005 bis 2007 (NAP I) wurde am 31. März 2004 im Rahmen des Treibhausgas-Emissionshandelsgesetz vom Bundeskabinett beschlossen. Die wesentlichen Inhalte des NAP 2005–2007 wurden in das Zuteilungsgesetz 2007 (ZuG 2007) übernommen, das am 9. Juli 2004 vom Bundestag beschlossen wurde. Es trat am 31. August 2004 in Kraft (BGBL I 2004 S. 2211). Gegenüber dem NAP ergaben sich im Zuteilungsgesetz 2007 eine Reihe von Änderungen. Das ZuG baut auf dem Nationalen Allokationsplan auf und definiert die zuteilungsfähige Gesamtmenge an CO2-Emissionsberechtigungen sowie konkrete Festlegungen von Regeln und Mengen der Zuteilung. Hierin wurden allgemein die deutschen Emissionsziele für die Sektoren Industrie, Energiewirtschaft, Verkehr, Privathaushalte sowie Gewerbe, Handel und Dienstleistungen festgelegt. Die emissionshandelspflichtigen Unternehmen fielen fast ausschließlich in die Sektoren Industrie und Energiewirtschaft.
Insgesamt legte das ZuG 2007 folgende Emissionsmengen für die erste Zuteilungsperiode (Handelsperiode) 2005 bis 2007 in Millionen Tonnen Kohlendioxid je Jahr fest:
- Energie und Industrie 503
- andere Sektoren 356, davon:
  - Verkehr und Haushalte 298.
  - Gewerbe, Handel, Dienstleistungen 58.

### Nationaler Allokationsplan 2008–2012
Das Bundeskabinett beschloss am 28. Juni 2006 den zweiten Nationalen Allokationsplan für die Bundesrepublik Deutschland für den Zeitraum 2008 bis 2012 (NAP II) und legt ihn am 30. Juni 2006 fristgerecht der EU-Kommission vor. Die gesetzliche Umsetzung des NAP II erfolgte im Zuteilungsgesetz 2012 (ZuG 2012). Für eine genauere Datenbasis für den NAP II beschloss das Bundeskabinett am 28. Juni 2006 die Datenerhebungsverordnung 2012 (DEV 2012). Gemäß der DEV 2012 wurden CO2-Emissionen der vom Emissionshandel betroffenen Anlagen (rund 1.800 in Deutschland) für die Jahre 2003 und 2004 (in bestimmten Fällen auch noch für die Jahre 2000 bis 2002) nachträglich erhoben.
Mit dem NAP II wurden die Emissionsziele für alle Sektoren (Energie und Industrie, Verkehr, Haushalte, Gewerbe/Handel/Dienstleistungen) festgelegt. Die Sektoren Energie und Industrie mussten dazu einen Minderungsbeitrag von insgesamt 15 Mio. t CO2 pro Jahr im Vergleich zum Durchschnitt der Jahre 2000–2002 erbringen (- 3 %). Während in der ersten Emissionshandelsphase 2005–2007 die Emissions-Höchstgrenze (Cap) 499 Millionen Tonnen CO2 betrug, wurde im NAP II diese Grenze auf 465 Millionen Tonnen (ursprüngliche Planung 482 Mio. Tonnen, s. u.) reduziert. Darüber hinaus differenzierte der NAP II erstmals die Reduktionsvorgaben für Anlagen: Während beim NAP I alle Anlagen ihren CO2-Ausstoß einheitlich um 2,91 % senken mussten, galten für den NAP II branchenbezogene Reduktionsvorgaben: Industrieanlagen, die internationalem Wettbewerb ausgesetzt waren, mussten ihren Ausstoß um 1,25 % senken, ebenso Anlagen der Kraft-Wärme-Kopplung. Energiekonzerne mussten dagegen ihre CO2-Emissionen um 15 %, besonders ineffiziente Braun- und Kohlekraftwerke ab 2008 um 30 % reduzieren. Kleine Anlagen mit maximal 25000 t CO2-Ausstoß wurden dagegen von Reduktionspflichten ganz befreit.
Verschärfung des NAP II
Aufgrund der Bewertung des NAP I durch die EU-Kommission und deren Forderung nach Nachbesserungen wurde der NAP II verschärft. In dem revidierten NAP II (Entwurf vom 13. Februar 2007) wurde die Gesamtmenge der zugeteilten Emissionsrechtezertifikate für die emissionshandelspflichtigen Anlagen in Deutschland von 482 Millionen Tonnen auf 456,1 Millionen Tonnen pro Jahr (incl. Reserve) abgesenkt. Darüber hinaus wurde die CO2-Reserve von 17 Millionen Zertifikaten pro Jahr auf 27 Millionen Zertifikaten pro Jahr erhöht. Mit dieser Verschärfung des NAP II wollte die deutsche Bundesregierung die Forderungen der EU-Kommission erfüllen.

### Kritik an der Umsetzung
Die von Deutschland festgelegten Emissionsreduktionen bleiben deutlich hinter der Verpflichtung durch das Kyoto-Protokoll sowie früheren, weiter gehenden Reduktionszielen zurück. Das deutsche Umweltministerium unter Jürgen Trittin (Bündnis 90/Die Grünen) hatte ursprünglich eine Begrenzung auf 488 beziehungsweise 480 Millionen Tonnen, also eine Reduktion um zirka fünf Prozent vorgesehen, doch scheiterten diese Vorgaben am Widerstand des Wirtschaftsministeriums unter Wolfgang Clement (SPD). Nach einem langen und medienwirksamen Konflikt haben sich die Minister schließlich in einer Koalitionsvereinbarung am 30. März 2004 geeinigt, die Kohlendioxidemissionen für Industrie und Energiewirtschaft bis 2007 auf 503 Millionen Tonnen pro Jahr zu begrenzen, bis 2012 auf 495,5 Millionen Tonnen. Das entspricht einer Reduktion von zwei Prozent. Um das Kyoto-Ziel von maximal 962 Mio. t CO2-Äquivalenten an Gesamtemissionen zu erreichen, wäre eine Reduktion von zirka vier Prozent notwendig gewesen. Das Ziel lässt sich damit nur durch zusätzliche Anstrengungen in anderen Bereichen erreichen.
Weiterhin wird kritisiert, dass bei der Zuteilung der Emissionszertifikate die besonders CO2-intensiven Kohlekraftwerke, auch Neuanlagen, gegenüber den wesentlich effizienter arbeitenden Gaskraftwerken (GuD-Kraftwerken) bevorzugt würden, indem ihnen doppelt so viele CO2-Zertifikate zugeteilt wurden wie Gaskraftwerken mit gleicher Leistung.
Der WWF belegt in einer 2014 veröffentlichten Studie am Beispiel ausgewählter Unternehmen, dass energieintensive Unternehmen in der Vergangenheit so viele kostenlose Emissionsberechtigungen erhielten, dass sie durch deren Verkauf erhebliche Zusatzgewinne erzielten. Dabei zeigte sich, dass die neun untersuchten Unternehmen aus den Branchen Eisen und Stahl, Raffinerien, Chemische Industrie sowie Zement seit 2005 Freizertifikate im Wert von 8 Milliarden EUR erhalten hatten. Bis Ende 2012 besaßen diese Unternehmen ungenutzte Zertifikate im Wert von über 1 Milliarde EUR, mit denen sie frei handeln konnten.

## Österreich

### Umsetzung
In Österreich wurde der NAP durch das Emissionszertifikategesetz geregelt.

### Kritik
Österreich hat sich verpflichtet, im Zeitraum zwischen 2008 und 2012 seinen Ausstoß an CO2-Äquivalenten um 13 Prozent auf 68,8 Millionen Tonnen zu reduzieren. Die im Zuge des EU-Emissionsrechtehandels festgelegten Emissionsreduktionen reichen nicht aus, um diese Ziele zu erreichen. Aufgrund der dominierenden Stromerzeugung aus Erneuerbaren Energien (zirka 60 Prozent) und der bereits vergleichsweise effizienten Industrieanlagen sind die gewünschten Einsparungen in diesen Sektoren nicht realisierbar. Im Jahr 2006 lag der Ausstoß bereits 15 Prozent über dem Ausgangswert. Hauptverantwortlich für die schlechten Zahlen ist der Verkehrsbereich. Hier haben sich die Treibhausgasemissionen von 1990 bis Ende 2009 um 54 Prozent erhöht, wenngleich sie von 2008 auf 2009 um 0,9 Millionen Tonnen leicht abgenommen haben. Der Transitverkehr war im Jahr 2006 für maximal acht Millionen Tonnen bzw. 30 Prozent der Emissionen im Verkehrsbereich verantwortlich. Damit lag Österreich Ende 2007 bereits um 8,1 Millionen Tonnen CO2-Äquivalente hinter seiner Verpflichtung zurück, und dies obwohl der milde Winter 2006 den CO2-Ausstoß im Bereich der Raumwärme dämpfte. Rechnet man die Emissionen hinzu, für die lediglich Vorsorge in Form von Zertifikaten für treibhausgasarme Projekte getroffen wurden, dann verfehlte Österreich das Ziel im Jahr 2007 sogar um knapp 20 Mio. Tonnen. Im Jahr 2008 konnte Österreich die Treibhausgasemissionen gegenüber dem Vorjahr geringfügig um 0,4 Mio. auf 86,6 Mio. Tonnen senken. Im Jahr 2009 sank der Wert auf 80,1 Millionen Tonnen. Insbesondere der Treibhausgasausstoß der Betriebe war aufgrund der Finanz- und Wirtschaftskrise von ursprünglich angenommenen 31,8 Mio. Tonnen auf 27,3 Mio. Tonnen um 14,5 Prozent zurückgegangen. Für das Jahr 2010 wird angesichts der besseren Wirtschaftslage allerdings bereits wieder mit einem Emissionsanstieg auf das Niveau von 2008 gerechnet.
In zwei Tranchen kaufte Österreich seit 2008 3,5 Millionen CO2-Zertifikate von Lettland, der Kaufpreis blieb geheim. Insgesamt soll Österreich seit Beginn des Emissionsrechtehandels 45 Millionen Zertifikate zu je einer Tonne CO2 von Ländern wie Spanien, Japan, Niederlande, Estland, Lettland und Tschechien gekauft haben. Der Durchschnittspreis wird mit 9 Euro pro Tonne angegeben. Im November 2011 rechnete der österreichische Umweltminister Nikolaus Berlakovich mit Ausgaben von 600 Millionen Euro, um fehlende CO2-Zertifikate aus dem Ausland zuzukaufen und so die internationalen Verpflichtungen im Jahr 2014 zu erfüllen. In Summe dürfte Österreich aufgrund der voraussichtlichen Verfehlung der Klimaziele 1,1 Mrd. Euro nachzahlen müssen. Rund 530 Mio. Euro davon entfallen auf JI/CDM-Projekte, bei denen das Land Klimaschutzprojekte im Ausland finanziert und sich die CO2-Einsparung dafür gutschreiben kann.